# Casal Rock
Casal Rock és un programa d'estil docusèrie produït per Televisió de Catalunya, Media 3.14 i El Terrat, i emès per TV3 entre abril de 2009 i juliol de 2010. Pretén ser un espai de superació personal a través de la música allunyant-se de l'esperit competitiu d'Operación Triunfo, ja que no hi ha ni jurats, ni nominats ni expulsats. L'èxit va empentar TVE a contractar amb El Terrat el 2013 Generación Rock, amb el mateix format i presentat per Melendi. El concert de la primera temporada fou seguit per 673.000 espectadors, amb d'una quota de pantalla del 21 %. La mitjana d'audiència de la primera temporada va ser de 512.000 espectadors, amb una quota de pantalla del 16,1 %.

## Format
Un grapat de 25 persones de la tercera edat (entre 70 i 89 anys seleccionats en corals i casals de la tercera edat) afeccionades al cant coral wur formen una coral en la qual interpreten exclusivament cançons rockeres. El músic Marc Parrot s'ha encarregat de seleccionar un repertori de 10 cançons (d'Estopa, Sopa de Cabra, Lax'n'Busto, Nirvana, AC/DC, Red Hot Chili Peppers, Joan Jett, Cake, Free i Outkast), adaptar-les i preparar els participants perquè després de vuit capítols (on Andreu Buenafuente posa la veu en off) i quatre mesos d'assaigs facin un concert en directe a la Sala Luz de Gas. Van rebre les visites dels germans Muñoz i Gerard Quintana els van visitar i Matthew Tree els va ajudar amb l'anglès.
Per l'abril de 2010 es va gravar una segona temporada seguint les mateixes pautes. Aquesta vegada se'n faria una gira i el concert final seria a la Sala Razzmatazz. Gaudint de l'assessorament musical novament de Marc Parrot i Reichel Delgado i assagen temes d'Els Pets (que els van visitar), Red Hot Chili Peppers, The Clash, El Canto del Loco i Fito y los Fitipaldis. Van fer una visita a una presó i a un institut de secundària, i fins i tot visitaren Londres, on hi assajaren Should I Stay or Should I go de The Clash.

## Temporada 1: 2009
| Capítol | Nom del capítol     | Data d'emissió     | Quota de pantalla | Vídeo |
| ------- | ------------------- | ------------------ | ----------------- | ----- |
| 1x01    | Llença’t            | 20 d'abril de 2009 |                   |       |
| 1x02    | Jo vull rock'n'roll | 27 d'abril de 2009 |                   |       |
| 1x03    | De cap a l'infern   | 4 de maig de 2009  |                   |       |
| 1x04    | Batalletes          | 11 de maig de 2009 |                   |       |
| 1x05    | Accelera!           | 18 de maig de 2009 |                   |       |
| 1x06    | Moguda a l'Institut | 25 de maig de 2009 |                   |       |
| 1x07    | Tot va bé?          | 1 de juny de 2009  |                   |       |
| 1x08    | El concert          | 15 de juny de 2009 |                   |       |
| 1x09    | Deures d'estiu      | 22 de juny de 2009 |                   |       |

## Temporada 2: 2010
| Capítol | Nom del capítol     | Data d'emissió       | Quota de pantalla | Vídeo |
| ------- | ------------------- | -------------------- | ----------------- | ----- |
| 2x01    | Eufòria             | 27 d'abril de 2010   |                   |       |
| 2x02    | Tantes coses a fer  | 4 de maig de 2010    |                   |       |
| 2x03    | Missió Sant Jordi   | 11 de maig de 2010   |                   |       |
| 2x04    | Contratemps         | 18 de maig de 2010   |                   |       |
| 2x05    | Casal Punk          | 25 de maig de 2010   |                   |       |
| 2x06    | Avis Road           | 1 de juny de 2010    |                   |       |
| 2x07    | Ressaca             | 15 de juny de 2010   |                   |       |
| 2x08    | La gira             | 22 de juny de 2010   |                   |       |
| 2x09    | Compte enrere       | 29 de juny de 2010   |                   |       |
| 2x10    | El gran concert     | 6 de juliol de 2010  |                   |       |
| 2x11    | Els millors moments | 13 de juliol de 2010 |                   |       |

## Premis
- Premi ATV al millor programa autonòmic d'entreteniment.[7]